# سیارک ۴۷۲۲
سیارک ۴۷۲۲ (به انگلیسی: 4722 Agelaos، نامگذاری:4271T-3) چهار هزار و هفتصد و بیست و دومین سیارک کشف شده‌است که در ۱۶ اکتبر ۱۹۷۷ کشف شد.
قدر مطلق سیارک برابر ۹٫۷۰ است.